# Ferrage (cheval)
Pour les articles homonymes, voir ferrage.

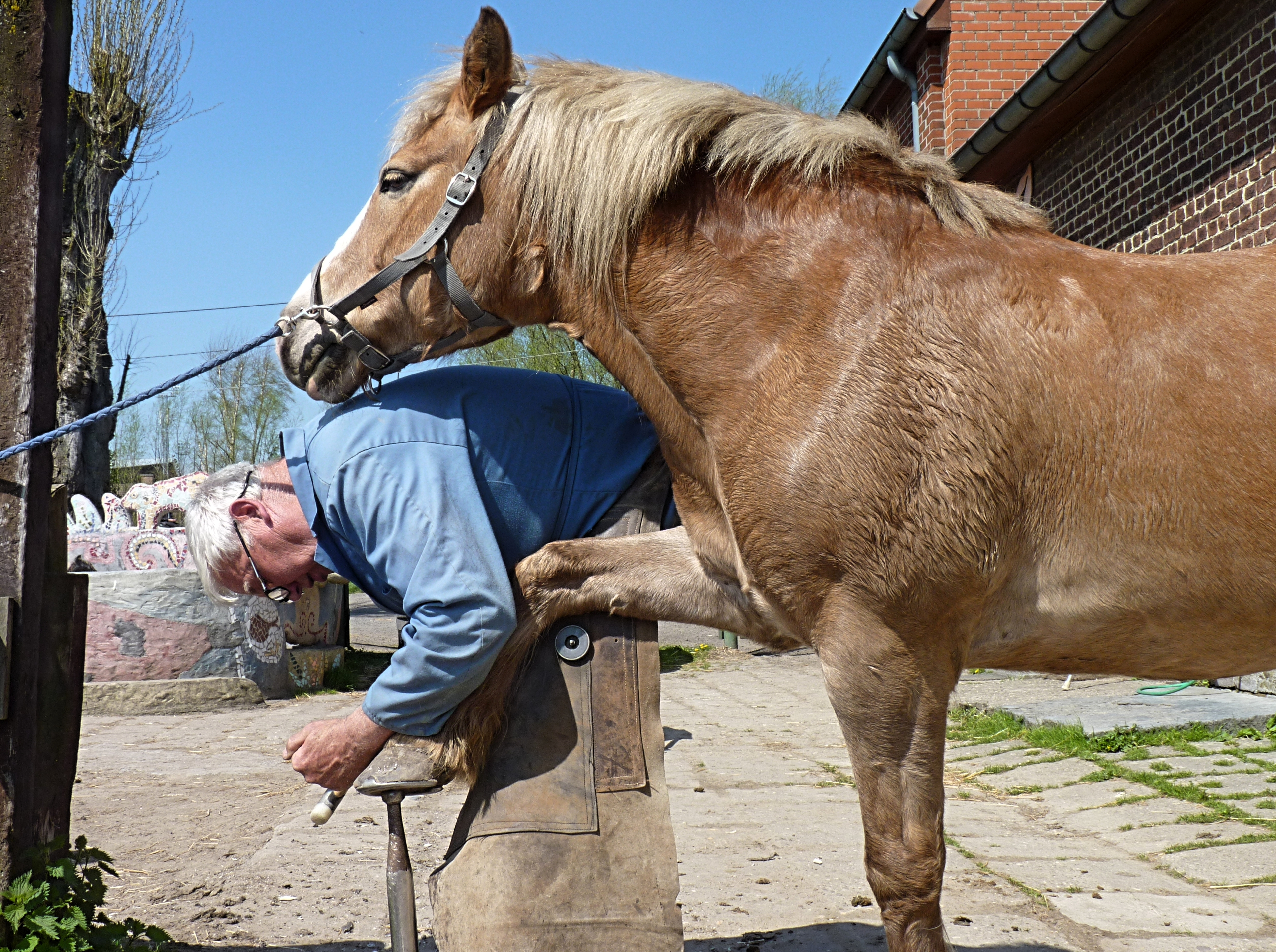
Maréchal-ferrant s'activant au déferrage d'un cheval.

Le ferrage est l'action de poser un fer sous les pieds d'un animal. Introduit en Europe au Moyen Âge, le ferrage se perpétue pour les équidés et notamment les chevaux, mais il a également été abondamment pratiqué sur des bovins. Son but est de limiter l'usure et les atteintes sur la corne des sabots des animaux et à protéger la surface plantaire. Si le ferrage est toujours vu comme un acte de protection, un nombre croissant de propriétaires d'équidés remet son utilité en cause et lui préfère les « pieds nus ».

## Histoire

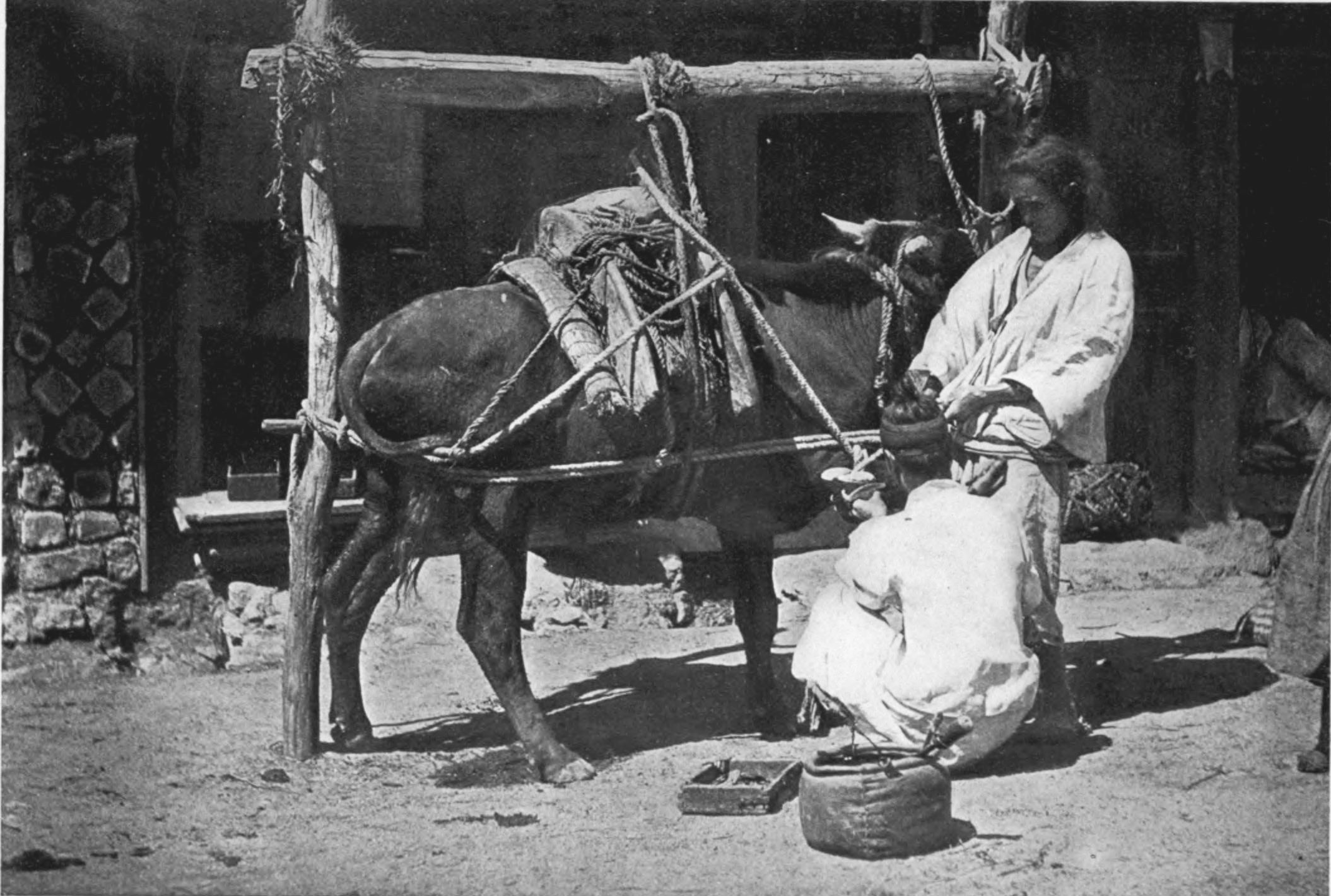
Ferrage d'un taureau en Corée.

On ne trouve les premiers témoignages du ferrage, d'origine allemande, qu'à partir des IVe-Ve siècles. En Orient par contre, on développa des fers sans clous mais sous forme de plaque métallique.
Elle se développe au Xe siècle en Europe pour répondre à des besoins militaires. Il faut en effet protéger contre une usure accélérée de la corne et contre les dangers des champs de bataille comme les chausse-trappes. Il est aussi nécessaire d'améliorer l'adhérence du fait des divers terrains et de la conduite souvent brutale des chevaux de guerre. A la Renaissance, il n'est pas fait cas de la ferrure dans le traitement de la fourbure, dans le soin du pied boiteux ou du cheval qui s'atteint dans les allures. Elle est par contre déjà indiquée pour les chevaux qui ont les pieds usés.
Le premier véritable ouvrage de maréchalerie est Trattato dell'imbrigliare, atteggiare, & ferrare cavalli, écrit par Cesare Fiaschi en italien, et qui fut l'objet de plusieurs traductions françaises sous le titre La manière de bien emboucher, manier et ferrer les chevaux. La première édition en italien de 1556 est dédiée au roi de France Henri II. L'édition en français, parait en 1564. Pour la première fois, est introduite l'idée que la ferrure, outil de protection, peut contribuer à résoudre différents problèmes comme les vices d'allure.
Cet ouvrage permet de constater une nette évolution dans les techniques de forge au XVIe siècle. Les fers sont proprement bigornés, avec une rive externe bien régulière, tout comme les étampures. Les éponges sont terminées avec soin. Ainsi, les risques de blessures sont diminués. Si ces évolutions sont une résultante du brassage des techniques lié aux guerres, comme l'indique Fiaschi qui insiste sur l'influence des Turcs, les matériaux eux-mêmes se sont améliorés. La qualité du fer s'améliore avec la multiplication des hauts-fourneaux en fonction des besoins de l'artillerie. Ces progrès en métallurgie  bénéficient aussi aux clous, éléments cruciaux de la ferrure, et qui doivent être irréprochables, forgés avec un métal de bonne qualité. Un défaut structurel du clou peut en effet avoir des conséquences fâcheuses, bien connues déjà à cette époque, lorsqu'il provoque la fendure du clou dans le pied du cheval.
Au XVIe siècle, la maîtrise du cheval est obtenue de préférence par la douceur et l'éducation de l'animal. Les entraves et les morailles sont toutefois utilisées, ainsi que le tord-nez qui fait son apparition. Les chevaux récalcitrants sont ferrés "au travail", appareil de contention pour lequel le maréchal doit payer un droit plus ou moins élevé selon qu'il se situe à l'intérieur ou à l'extérieur de l'atelier.
Les chevaliers firent  également une grande utilisation du ferrage. En effet, ils montaient essentiellement sur des pavés et ceci dans toutes les allures.[réf. nécessaire]
Vers le XIXe siècle furent créées les premières écoles de maréchalerie qui se référaient aux documentations des siècles passés ; en partie toujours valables aujourd'hui mais avec le développement galopant des fers, les désavantages et inconvénients du ferrage devinrent de plus en plus évidents. On était conscient que le ferrage est un mal nécessaire et on essaya de développer des alternatives collées ou ficelées en bois, paille, corne et liège.

## Déroulement opératoire
Les outils utilisés sont présentés dans l'article maréchal-ferrant. De manière générale, on distingue le ferrage à l'anglaise (où le maréchal est seul et tient le pied du cheval entre ses cuisses) et le ferrage à la française, où une personne tient le pied pendant que le maréchal exerce. Le ferrage peut se faire à chaud ou à froid. 

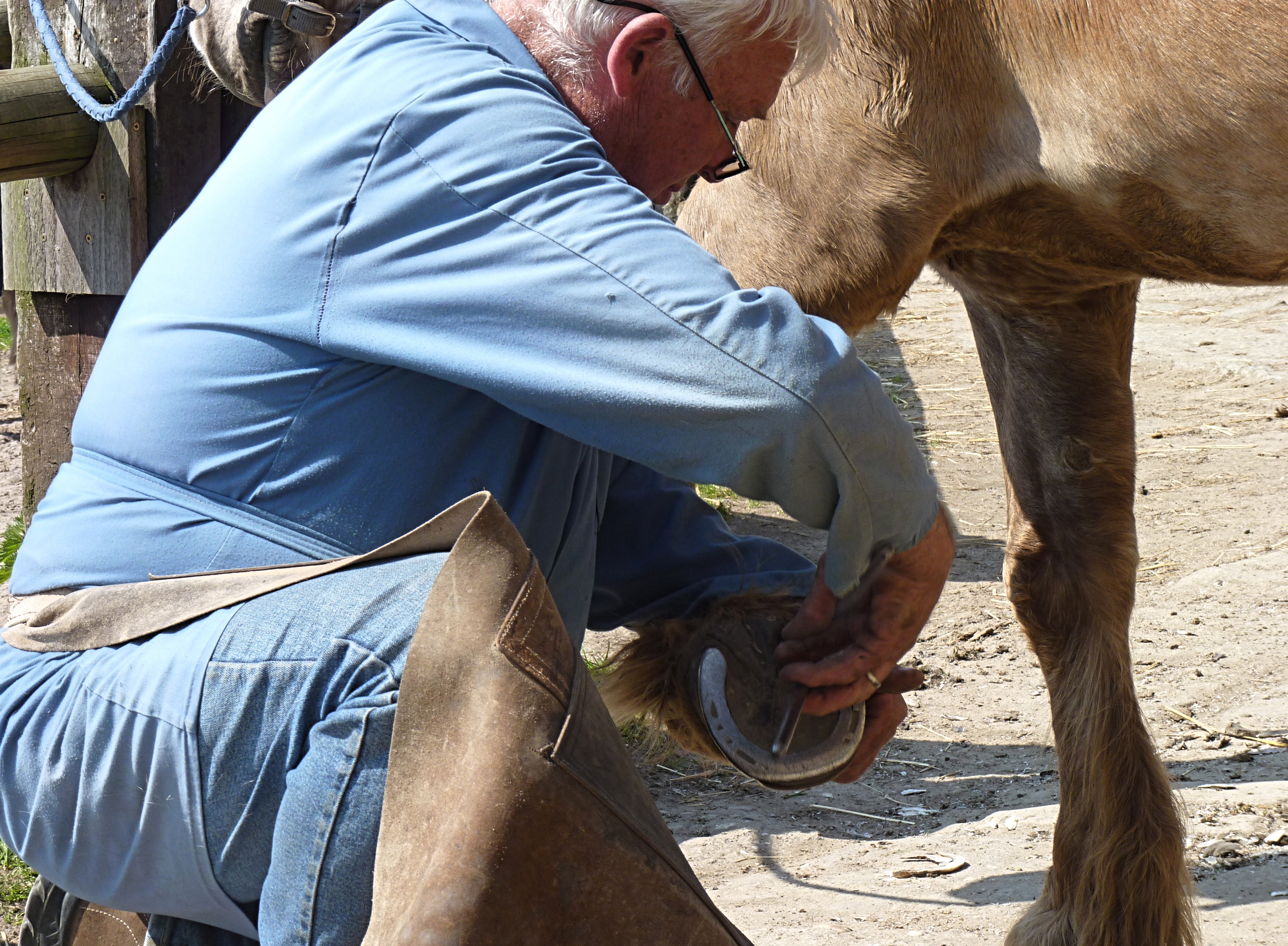
Déferrage à l'aide la tricoise à déferrer.
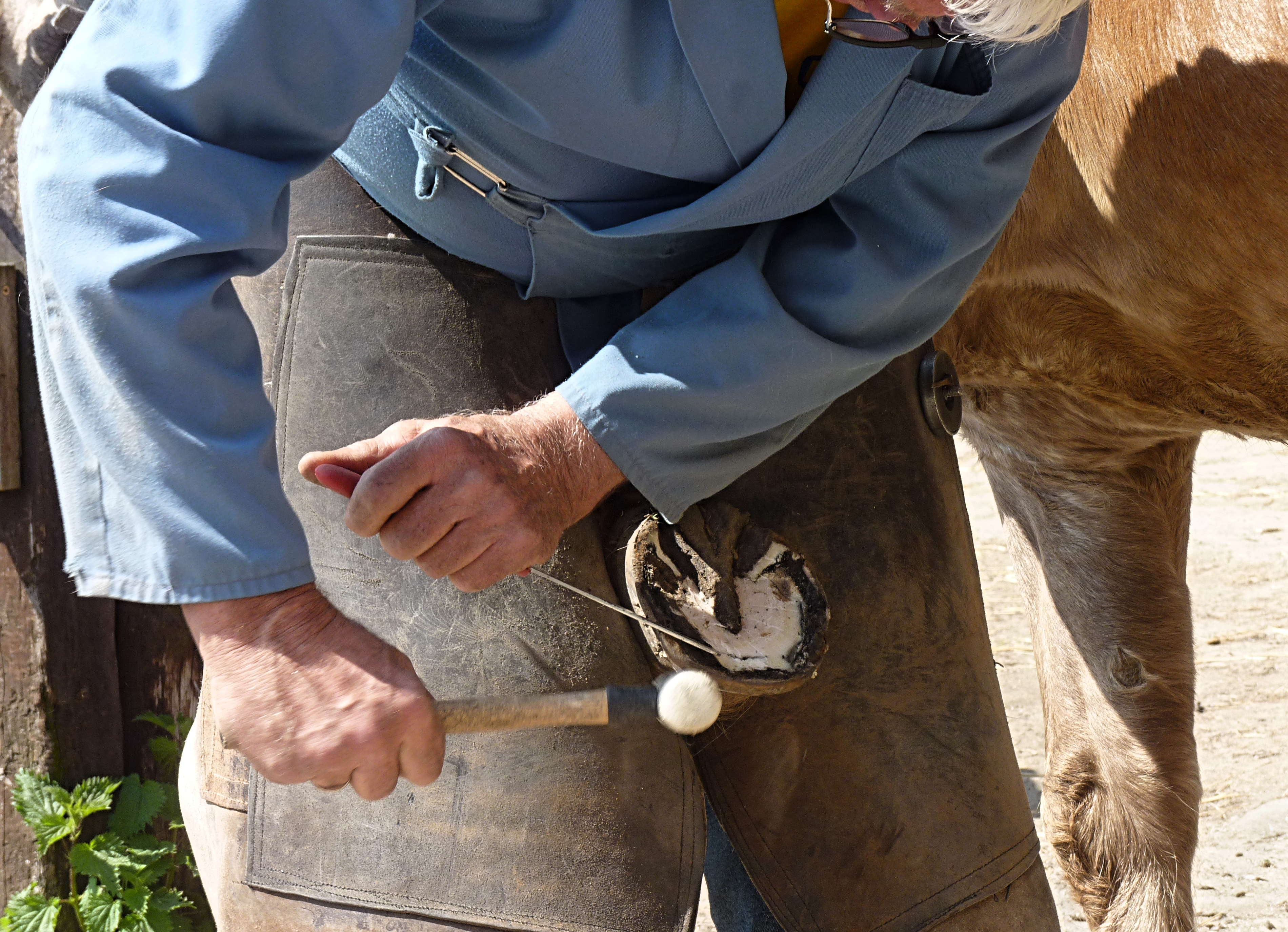
Parage  à l'aide du rogne-pied et de la mailloche.
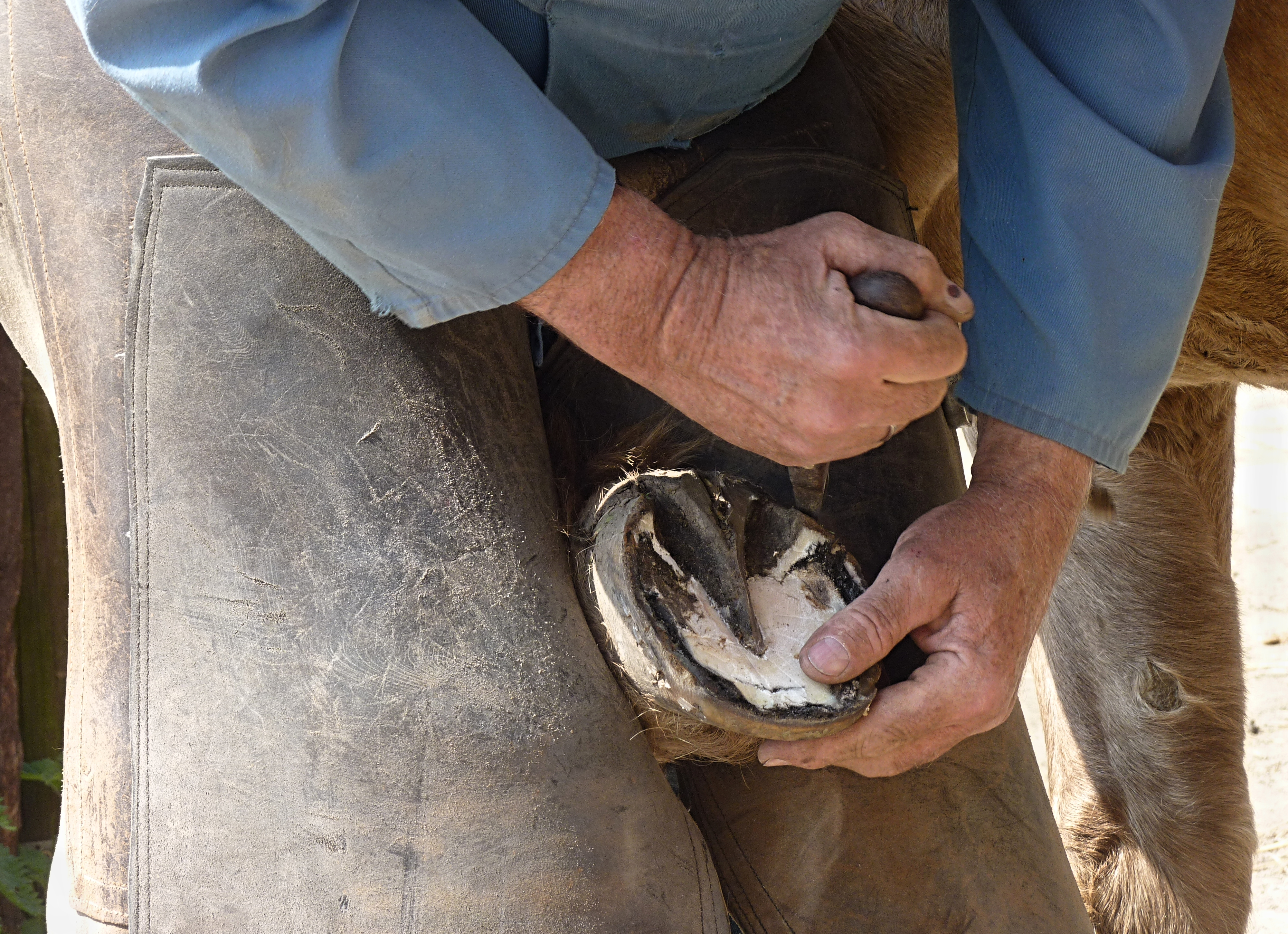
Parage à l'aide la rénette.
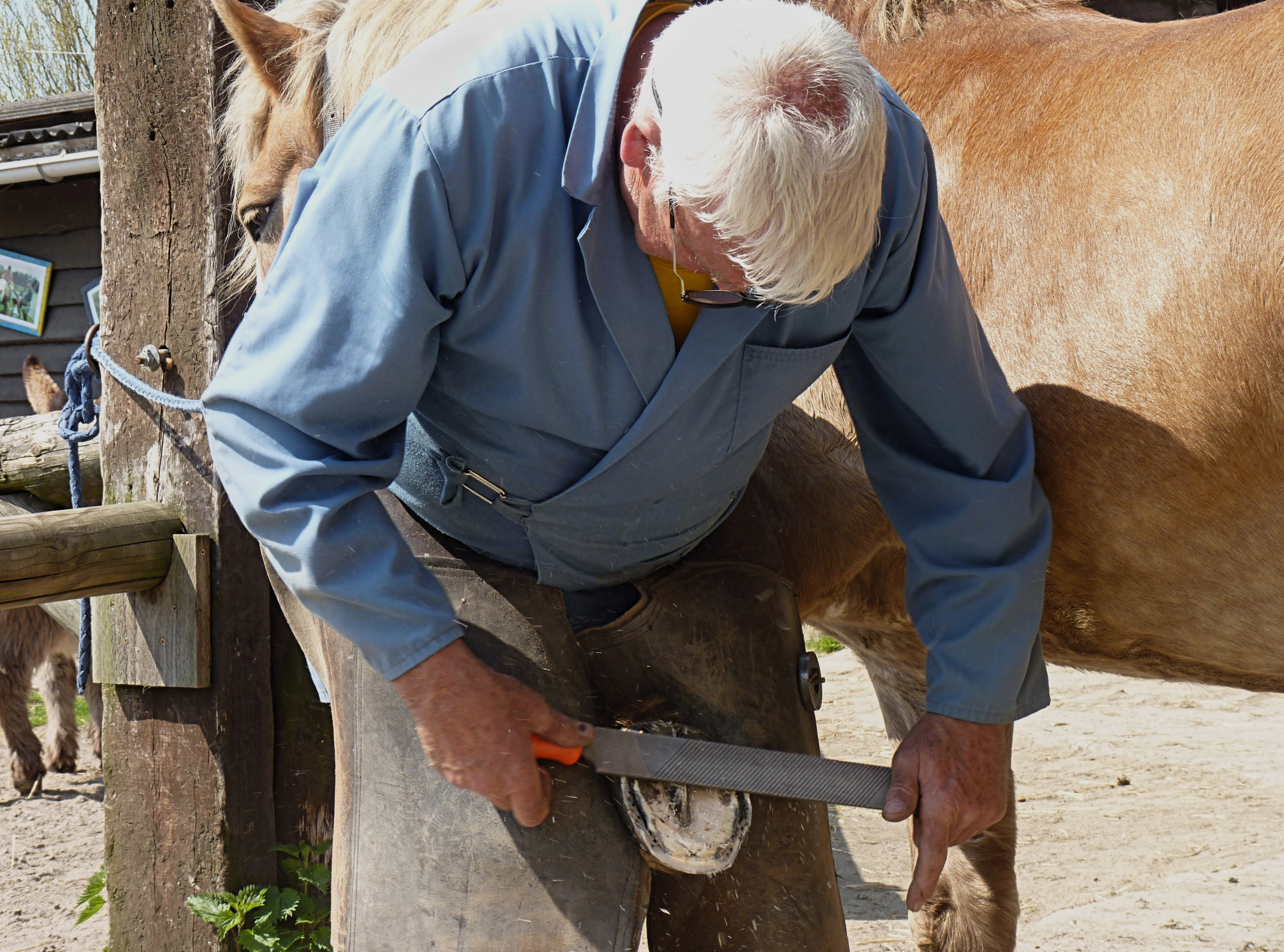
Finition du parage avec la râpe.
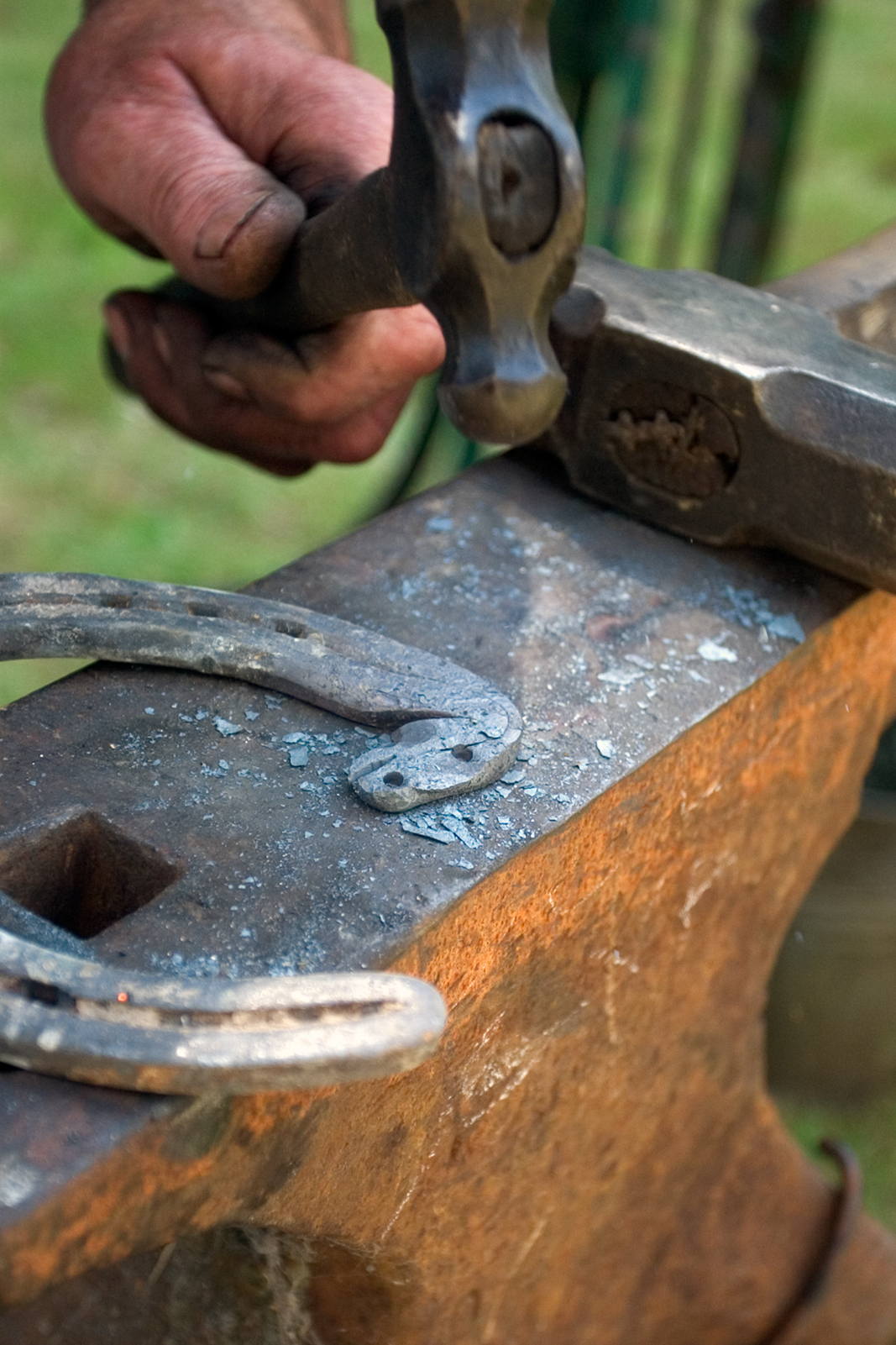
Mise en forme des fers.
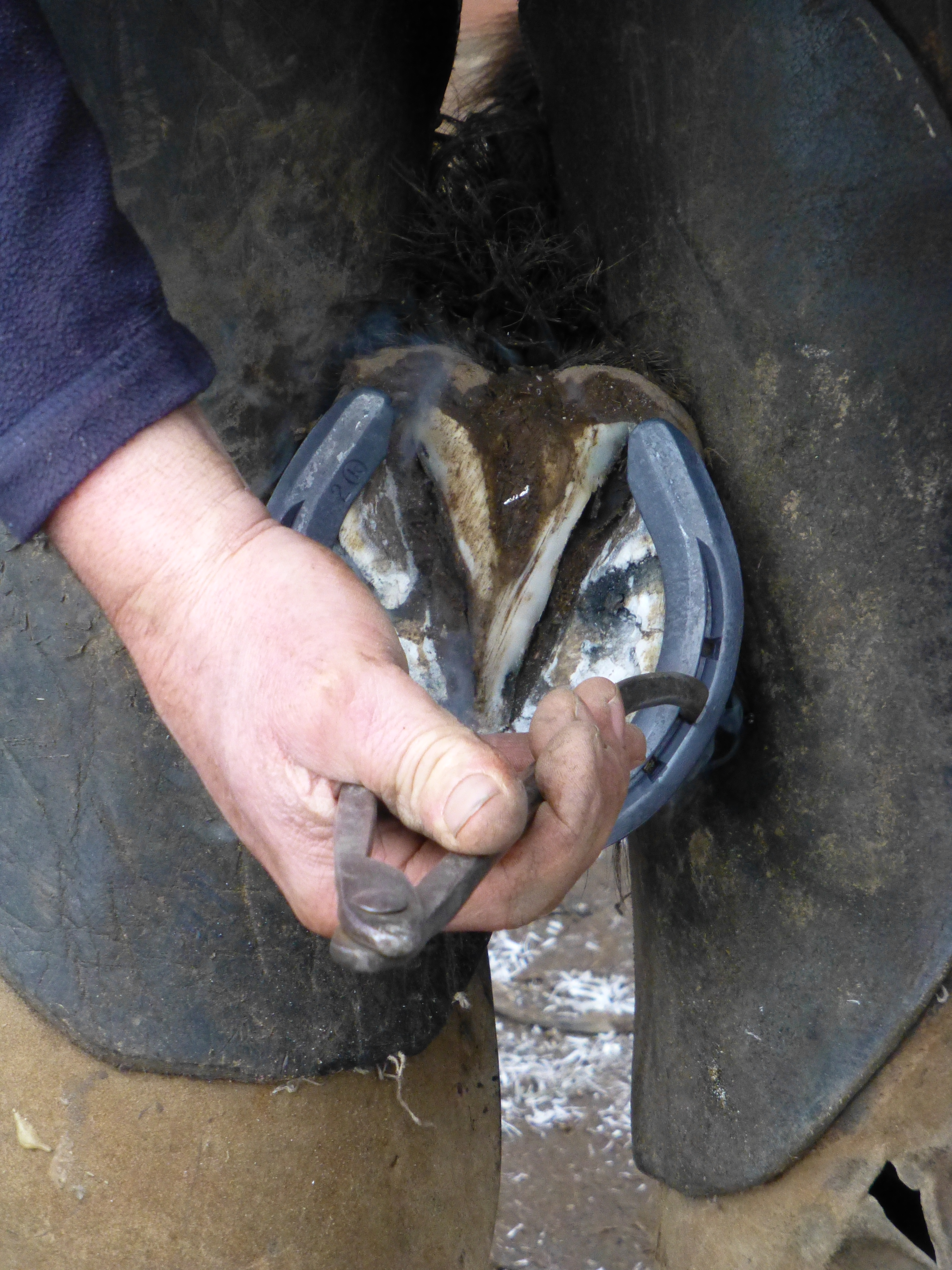
Positionnement du fer à l'aide d'un compas.
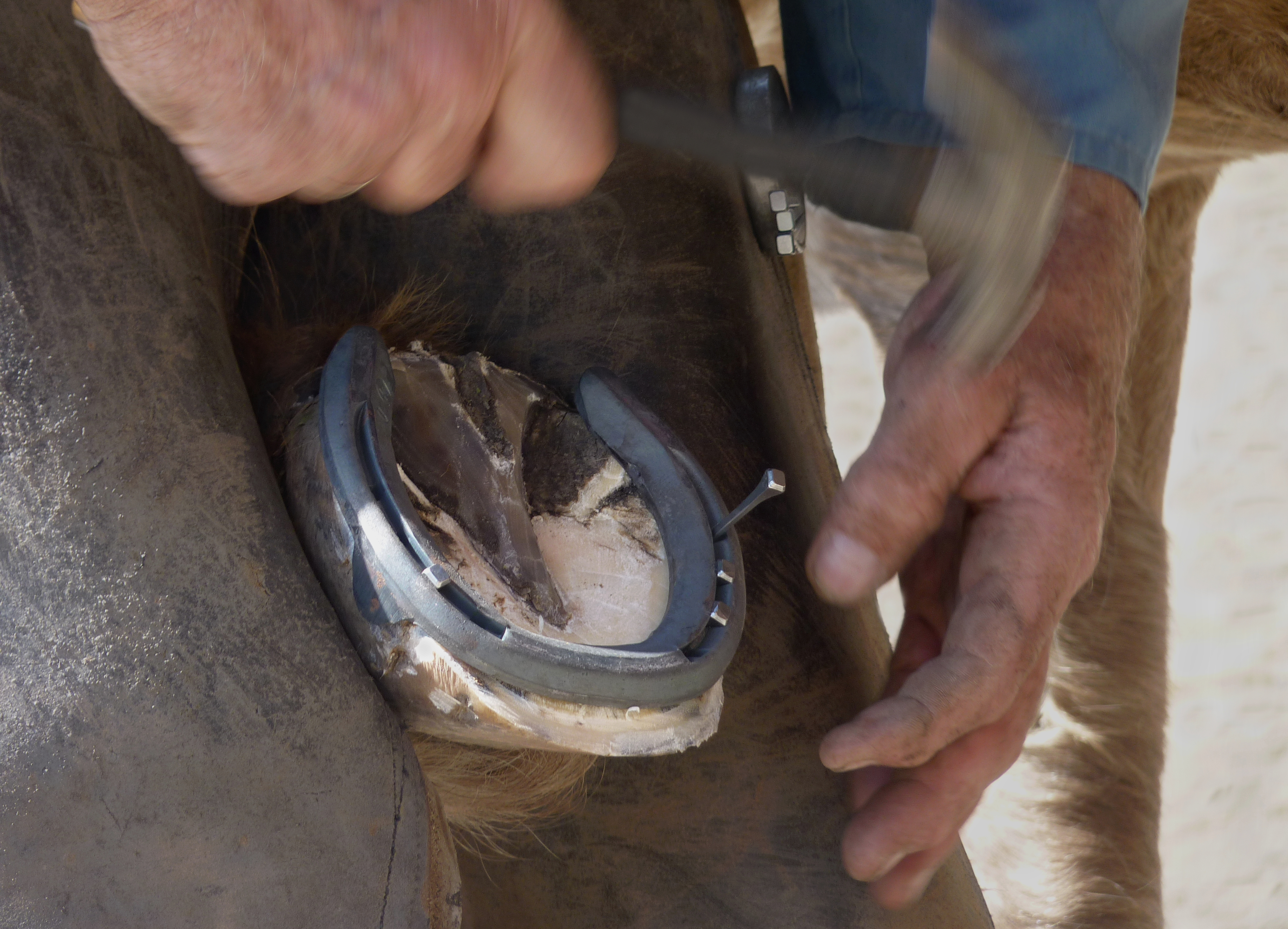
Le brochage, le fer est cloué au pied du cheval.

### Déferrage et parage
Tout d'abord, le maréchal « déferre » à l'aide de la mailloche, du « dérivoir » et de la « tricoise à déferrer » (moins coupante que la tricoise normale avec une ouverture plus large). Il redresse les rivets puis saisit le fer dans le bec de la tricoise et, d'un mouvement de levier, le décolle du pied en prenant soin de ne pas abîmer la corne et la sole. Ensuite vient le parage : à l'aide de la reinette, du rogne-pied et de la mailloche, de la râpe et de la pince à parer il coupe le surplus de corne (qui n'a pas été éliminé par l'usure du fait de la présence du fer). Toute la difficulté du métier réside dans le parage, qui conditionne la réussite du ferrage. La règle est de « trouver la bonne réunion de la sole et de la ligne blanche ». En effet si le pied n'est pas  « paré d'aplomb » (pas « droit » par rapport à la conformation du cheval) des fers même bien ajustés vont contraindre la locomotion de ce dernier. 
Généralement, la pince à parer s'utilise pour le plus gros de ce qu'il y a à parer, puis la « reinette » nettoie la sole et la fourchette, le « rogne-pied » permettant d'avoir une surface bien plane. La râpe s'utilise en finition, sauf pour le parage de la paroi (la partie verticale du pied) qui est primordiale.

### Choix et ajustage des fers
Il faut ensuite choisir la taille de fer adaptée, ainsi que son modèle. Les tailles les plus courantes sont du 0 du 1 et 2. Elles vont du 6x0 (le plus petit, pour poneys) au 8 (chevaux de trait, presque 30 cm de diamètre). Certains maréchaux fabriquent directement le fer à partir d'une tige de fer. Le maréchal les met ensuite à chauffer afin de les travailler facilement. Pour ajuster les fers, le maréchal réalise tout d'abord une « encoche » sur les antérieurs dans la partie du sabot que l'on nomme la « pince » (devant, et dans l'alignement de la fourchette) où viendra se loger le « pinçon » (sauf si le fer choisi en comporte deux sur les côtés ou même parfois aucun) à l'aide de rogne-pied et mailloche, ou parfois à la pince à parer.
La forme du pied mémorisée, le maréchal va mettre les fers à la forme de chacun des pieds, le plus fidèlement possible et à chaud, le fer étant bien malléable. Il s'aide du marteau de forge, des tenailles et de l'enclume. Il réalise alors la tournure (la forme adaptée au pied) et l'« ajusture » (généralement sur les antérieurs permet que la sole ne soit pas comprimée sur le fer) qui consiste à faire un chanfrein sur la rive interne du fer, en pince, sur la face supérieure du pied (en contact avec la sole). Il pratique aussi un « relevé de pince » qui, comme son nom l'indique, relève la pince du fer pour faciliter le départ du pied (un peu comme sur nos chaussures, où généralement l'avant se redresse légèrement).

### Portée à chaud du fer

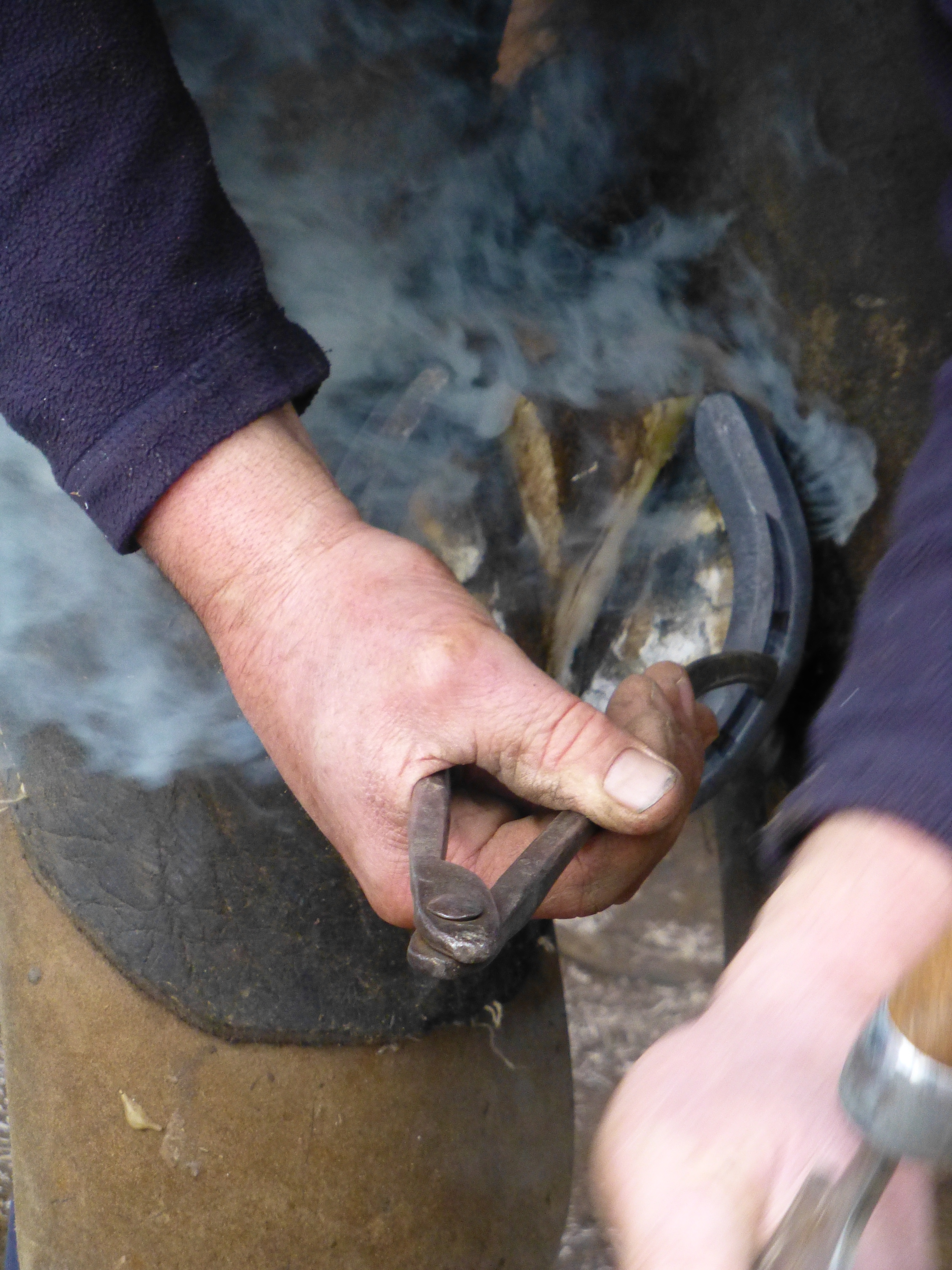
Ferrage à chaud.

Une fois qu'il a réalisé sa tournure, le maréchal doit « porter à chaud ». Pour cela il se munit d'une râpe, du fer à poser tenu par les tenailles, et d'un compas, ou d'un outil dont les bras sont pointus afin de pouvoir appliquer le fer sur le pied. Pour cela il positionne les extrémités du compas ou de l'outil dans les deux "deuxièmes" étampures (trous) du fer, afin de pouvoir le poser sur le pied sans être gêné. 
On dit qu'il « brûle » ou « porte à chaud ». Il prend bien soin de positionner le fer « dans le sens de la fourchette » c’est-à-dire dans l'axe du pied. Il doit alors rapidement analyser ce qu'il voit pour savoir si le fer repose bien uniformément sur le pied, et si sa tournure correspond bien au pied. Il observe aussi la position des étampures (les trous laissant de petits endroits non brûlés) afin de savoir si les clous entreront bien dans la ligne blanche et pas dans la paroi (trop fragile) ni trop vers l'intérieur (risque de piquer et blesser le cheval). Le maréchal retourne à l'enclume pour rectifier la tournure, jusqu'à obtenir satisfaction. Il peut alors le tremper dans l'eau pour le refroidir.

### Brochage
Le maréchal choisit des clous adaptés à la taille du fer et à la nature du pied (il peut choisir une taille plus fine pour un cheval dont les pieds sont fragiles par exemple) et il va brocher le fer à l'aide du brochoir en ayant pris soin de râper légèrement les talons afin de ne pas les empêcher de « s'ouvrir » lors de l'amorti du pied. Les clous doivent ressortir sur une même ligne, dans la mesure du possible : ni trop haut (ils risquent de comprimer le pied), ni trop bas (risque d'arrachage). 

### Rivetage et finition
Il reste maintenant à « river » les fers. Pour cette étape, on se munit des tricoises (une sorte de tenaille similaire aux tenailles d'un menuisier, différente de la clef tricoise des pompiers), du « dégorgeoir », d'une « mailloche » et d'une râpe, ou parfois d'une pince à river américaine (aussi appelée « pince croco »). Tout d'abord il faut couper les pointes des clous, puis pratiquer un évidement encore en dessous avec le dégorgeoir. On mate ensuite le clou avec la mailloche en maintenant le talon de la tricoise près de la pointe du clou coupée, afin qu'au fur et à mesure des coups de marteau le bout du clou se recourbe légèrement. Ensuite, en maintenant les tricoises au niveau de la tête du clou (sous le fer) pour éviter qu'il ne redescende, on rabat les bouts des clous dans l'encoche préalablement réalisée. Un bon rivet doit être solide et également imperceptible lorsque l'on passe le doigt dessus. La pince américaine pince le clou entre la tête et le bout coupé et on le recourbe en refermant la pince. On termine ensuite en râpant consciencieusement le sabot pour ne laisser aucun élément abrasif en évitant de râper les rivets (cela les affaiblit beaucoup).

## Fréquence de ferrage
Un changement de ferrure est conseillé tous les 45  à   60 jours chez le cheval de selle, selon la durée des périodes de travail et de pâturage, si les pieds sont « normaux ».

## Problèmes posés par le ferrage et remise en cause
Un ferrage mal réalisé peut provoquer divers problèmes. L'un des plus courants est la piqûre, lorsque la chair sensible est atteinte par un clou. Elle entraîne l'apparition d'un abcès qui induit une boiterie. Le ferrage peut aussi être trop serré si les clous sont trop proches des parties sensibles du pied. Le ferrage n'est en aucun cas une « obligation », un suivi régulier de l'usure du pied peut suffire en cas de faible utilisation du cheval ou pour un travail léger sur terrain souple (herbe, sable non abrasif). De même, certains chevaux ont de meilleurs pieds que d'autres. Une fois le pied entraîné sur des sols variés et avec une texture du coussinet plantaire conforme, un cheval est tout à fait capable de se déplacer à toutes les allures sans fers.
On nomme retraite l'accident de ferrage lors duquel, à la suite d'un défaut structurel du clou comme une paille, celui-ci se fend en deux dans le pied du cheval.